# Compressibilité
Ne doit pas être confondu avec Facteur de compressibilité.
La compressibilité est une caractéristique d'un corps quantifiant sa variation relative de volume sous l'effet d'une pression appliquée. La compressibilité est une grandeur intensive homogène avec l'inverse d'une pression, elle s'exprime en Pa−1 (Pa étant le pascal). 
Cette définition doit être complétée car sous l'effet d'une compression les corps ont tendance à s'échauffer. On définit donc une compressibilité isotherme, pour un corps restant à température constante, et une compressibilité isentropique (ou adiabatique), pour un corps restant à entropie constante. Les deux coefficients ainsi définis sont reliés aux capacités thermiques du corps par la relation de Reech.
Le deuxième principe de la thermodynamique induit que la compressibilité d'un corps stable ne peut être que positive : le volume d'un corps doit diminuer lorsque l'on augmente la pression. Une compressibilité négative ou nulle induit un corps instable, à moins que cette instabilité ne soit compensée par d'autres phénomènes ou forces : une telle propriété est donc difficile à observer. La compressibilité est une propriété tensorielle, elle dépend de la direction dans laquelle la force de pression est appliquée. Des cas de compressibilité négative dans une (compressibilité linéaire) ou deux (compressibilité planaire) directions ont été observées expérimentalement, la trace du tenseur restant cependant positive.
La compressibilité isotherme des gaz est très élevée (10−5 à 10−6 Pa−1), elle est faible pour les liquides (10−6 à 10−10 Pa−1) et très faible pour les solides (10−10 à 10−12 Pa−1).

## Définitions

### Coefficient de compressibilité isotherme
Le coefficient de compressibilité isotherme, que l'on note le plus souvent {\displaystyle \chi _{T}} (le Green Book de l'UICPA, page 56, préconise la notation {\displaystyle \kappa _{T}}), est défini par la relation :
ou encore, en fonction de la masse volumique :
avec :
- {\displaystyle P} la pression ;
- {\displaystyle T} la température absolue ;
- {\displaystyle V} le volume ;
- {\displaystyle \rho } la masse volumique.

### Coefficient de compressibilité isentropique
Le coefficient de compressibilité isentropique, que l'on note le plus souvent {\displaystyle \chi _{S}} (le Green Book de l'UICPA, p. 56, préconise la notation {\displaystyle \kappa _{S}}), est défini par la relation :
avec :
- {\displaystyle P} la pression ;
- {\displaystyle S} l'entropie ;
- {\displaystyle T} la température absolue ;
- {\displaystyle V} le volume.

## Relations avec les coefficients de compressibilité

### Relations avec la compressibilité isotherme
Puisque l'on a la relation :
{\displaystyle V=\left({\partial G \over \partial P}\right)_{T}}
on a :
avec {\displaystyle G} l'enthalpie libre.
En considérant d'autre part que :
{\displaystyle \left({\partial V \over \partial P}\right)_{T}={1 \over \left({\partial P \over \partial V}\right)_{T}}}
{\displaystyle -P=\left({\partial F \over \partial V}\right)_{T}}
on a :
avec {\displaystyle F} l'énergie libre.
Le coefficient de compressibilité isotherme entre dans la forme différentielle du volume d'un mélange :
{\displaystyle \mathrm {d} V=\left({\partial V \over \partial P}\right)_{T,n}\,\mathrm {d} P+\left({\partial V \over \partial T}\right)_{P,n}\,\mathrm {d} T+\sum _{i=1}^{N}\left({\partial V \over \partial n_{i}}\right)_{P,T,n_{j\neq i}}\,\mathrm {d} n_{i}}
avec :
- {\displaystyle \alpha ={1 \over V}\left({\partial V \over \partial T}\right)_{P,n}} le coefficient de dilatation isobare ;
- {\displaystyle n_{i}} la quantité ou nombre de moles du composant {\displaystyle i} ;
- {\displaystyle {\bar {V}}_{i}=\left({\partial V \over \partial n_{i}}\right)_{P,T,n_{j\neq i}}} le volume molaire partiel du composant {\displaystyle i}.

Si les quantités de matière sont constantes on a : {\displaystyle \mathrm {d} V=-\chi _{T}V\,\mathrm {d} P+\alpha V\,\mathrm {d} T}.
Le coefficient de compressibilité isotherme est également lié au coefficient de compression isochore {\displaystyle \beta ={1 \over P}\left({\partial P \over \partial T}\right)_{V}} par la relation :
Le coefficient de compressibilité isotherme est égal à l'inverse du module d'élasticité isostatique du milieu, généralement noté {\displaystyle K}, aussi appelé module d'incompressibilité :
Le coefficient de compressibilité isotherme entre aussi dans la relation de Mayer générale :
avec :
- {\displaystyle C_{P}} la capacité thermique isobare ;
- {\displaystyle C_{V}} la capacité thermique isochore.

### Relations avec la compressibilité isentropique
Puisque l'on a la relation :
{\displaystyle V=\left({\partial H \over \partial P}\right)_{S}}
on a :
avec {\displaystyle H} l'enthalpie.
En considérant d'autre part que :
{\displaystyle \left({\partial V \over \partial P}\right)_{S}={1 \over \left({\partial P \over \partial V}\right)_{S}}}
{\displaystyle -P=\left({\partial U \over \partial V}\right)_{S}}
on a :
avec {\displaystyle U} l'énergie interne.
Le coefficient de compressibilité isentropique entre dans la forme différentielle du volume d'un mélange à composition constante :
{\displaystyle \mathrm {d} V=\left({\partial V \over \partial P}\right)_{S}\,\mathrm {d} P+\left({\partial V \over \partial S}\right)_{P}\,\mathrm {d} S}
avec {\displaystyle \mu =T\left({\partial S \over \partial V}\right)_{P,n}} l'un des coefficients calorimétriques (sans nom).
Ce coefficient entre dans l'expression de la vitesse du son {\displaystyle c} dans un fluide :
avec {\displaystyle \rho } la masse volumique du fluide.

### Stabilité thermodynamique
Soit un système thermodynamique soumis au travail d'une pression extérieure {\displaystyle P_{\text{ext}}} constante. On suppose le système et le milieu extérieur à l'équilibre thermique permanent (même température) et que cette température {\displaystyle T} est constante. La variation de l'énergie interne {\displaystyle U} du système vaut :
{\displaystyle \mathrm {d} U=\delta W+\delta Q=-P_{\text{ext}}\,\mathrm {d} V+\delta Q=-P_{\text{ext}}\,\mathrm {d} V+T\,\mathrm {d} S-\left[T\,\mathrm {d} S-\delta Q\right]}
{\displaystyle \mathrm {d} U+P_{\text{ext}}\,\mathrm {d} V-T\,\mathrm {d} S=-\left[T\,\mathrm {d} S-\delta Q\right]}
À température {\displaystyle T} constante, on a, en introduisant l'énergie libre {\displaystyle F=U-TS} :
{\displaystyle \mathrm {d} \left[U-TS\right]+P_{\text{ext}}\,\mathrm {d} V=\mathrm {d} F+P_{\text{ext}}\,\mathrm {d} V=-\left[T\,\mathrm {d} S-\delta Q\right]}
La pression extérieure {\displaystyle P_{\text{ext}}} étant constante, on a :
{\displaystyle \mathrm {d} \left[F+P_{\text{ext}}V\right]=-\left[T\,\mathrm {d} S-\delta Q\right]}
Le deuxième principe de la thermodynamique implique que le terme {\displaystyle T\,\mathrm {d} S-\delta Q}, ou chaleur non compensée de Clausius, ne peut être que positif ou nul dans une transformation spontanée et par conséquent :
{\displaystyle \mathrm {d} \left[F+P_{\text{ext}}V\right]\leq 0}
À température {\displaystyle T} constante, lorsque le corps est soumis à une pression extérieure {\displaystyle P_{\text{ext}}} constante, la fonction {\displaystyle F+P_{\text{ext}}V} ne peut donc que décroitre. À l'équilibre, si la fonction pouvait continuer à décroître alors toute perturbation relancerait la transformation, l'équilibre serait instable ou métastable. Toute évolution après l'équilibre ne peut par conséquent entrainer qu'une croissance de la fonction, interdite par le deuxième principe. Un équilibre stable est donc atteint lorsque la fonction atteint un minimum : la fonction ne peut plus évoluer.
La fonction {\displaystyle F} ayant pour variables naturelles le volume {\displaystyle V} et la température {\displaystyle T}, la fonction {\displaystyle F+P_{\text{ext}}V}, à température {\displaystyle T} constante, a pour seule variable {\displaystyle V}. Pour que l'équilibre soit stable, la fonction doit donc répondre à :
- {\displaystyle \left({\partial \left[F+P_{\text{ext}}V\right] \over \partial V}\right)_{T}=0} (condition d'équilibre : la fonction ne varie plus) ;
- {\displaystyle \left({\partial ^{2}\left[F+P_{\text{ext}}V\right] \over \partial V^{2}}\right)_{T}>0} (condition de stabilité : la fonction est à un minimum).

La dérivée seconde doit être positive strictement. Si la dérivée seconde est nulle, l'équilibre est métastable, mathématiquement il s'agit d'un point d'inflexion de la fonction ; si elle est négative, l'équilibre est instable, il s'agit d'un maximum de la fonction.
En considérant la dérivée partielle de l'énergie libre :
{\displaystyle \left({\partial F \over \partial V}\right)_{T}=-P}
on a à l'équilibre stable :
{\displaystyle \left({\partial \left[F+P_{\text{ext}}V\right] \over \partial V}\right)_{T}=-P+P_{\text{ext}}=0}
{\displaystyle \left({\partial ^{2}\left[F+P_{\text{ext}}V\right] \over \partial V^{2}}\right)_{T}=-\left({\partial P \over \partial V}\right)_{T}>0}
On en déduit qu'un corps à l'équilibre ne peut être stable qu'à la pression {\displaystyle P=P_{\text{ext}}} et que si sa compressibilité est positive strictement :
Autrement dit, un corps ne peut être stable que si son volume diminue lorsque la pression augmente.
Un raisonnement identique à entropie {\displaystyle S} constante (soit {\displaystyle \mathrm {d} S=0}) au lieu de température {\displaystyle T} constante, en utilisant l'énergie interne {\displaystyle U} à la place de l'énergie libre {\displaystyle F} conduit à la condition de stabilité :
La thermodynamique n'interdit pas que le volume d'un corps puisse augmenter avec une augmentation de pression, et donc que sa compressibilité soit négative. Un tel corps serait cependant instable et par conséquent difficile à observer, à moins que d'autres phénomènes ou forces que la pression compensent cette instabilité. Toutefois, cette propriété est tensorielle, elle peut dépendre de la direction dans laquelle la force de pression est appliquée ; trois valeurs propres différentes peuvent être observées, le tenseur étant alors anisotrope. Des compressibilités négatives linéaires (une valeur propre) ou planaires (deux valeurs propres) sont observées sur des mousses de dicyanoaurate de zinc et des cristaux composés d'eau et de méthanol ; ce phénomène, appelé auxétisme, est expliqué par l'architecture des cristaux à l'échelle moléculaire,,. La trace du tenseur (la somme des trois valeurs propres) reste cependant positive, assurant la stabilité thermodynamique.

### Relation de Reech
La relation de Reech relie le rapport des capacités thermiques au rapport des coefficients de compressibilité :
avec :
- {\displaystyle \gamma } le coefficient de Laplace (adimensionnel), utilisé dans la loi de Laplace ;
- {\displaystyle C_{P}} la capacité thermique isobare (en J/K) ;
- {\displaystyle C_{V}} la capacité thermique isochore (en J/K).

Puisque {\displaystyle \chi _{T}>0}, la relation de Mayer {\displaystyle C_{P}-C_{V}=TV\chi _{T}\left(P\beta \right)^{2}} montre que {\displaystyle C_{P}>C_{V}}. Par conséquent la relation de Reech montre que :

### Cas d'un gaz parfait
Dans le cas d'un gaz parfait, on applique l'équation :
{\displaystyle PV=nRT}
avec :
- {\displaystyle P} la pression ;
- {\displaystyle V} le volume ;
- {\displaystyle n} la quantité de matière (en moles) ;
- {\displaystyle R} la constante universelle des gaz parfaits ;
- {\displaystyle T} la température absolue.

On a donc :
{\displaystyle \left({\partial V \over \partial P}\right)_{T,n}=\left({\partial  \over \partial P}{nRT \over P}\right)_{T,n}=nRT\left({\partial {1 \over P} \over \partial P}\right)_{T,n}=-{nRT \over P^{2}}=-{V \over P}}
et enfin :
Avec la relation de Reech et la relation de Mayer on a par conséquent :
avec :
- {\displaystyle C_{P}} la capacité thermique isobare (en J/K) ;
- {\displaystyle \gamma } le coefficient de Laplace (adimensionnel).